# Colombières-sur-Orb
Colombières-sur-Orb – miejscowość i gmina we Francji, w regionie Oksytania, w departamencie Hérault.
Według danych na rok 1990 gminę zamieszkiwało 397 osób, a gęstość zaludnienia wynosiła 49 osób/km² (wśród 1545 gmin Langwedocji-Roussillon Colombières-sur-Orb plasuje się na 566. miejscu pod względem liczby ludności, natomiast pod względem powierzchni na miejscu 852.).